# فانتزی اژدها
فانتزی اژدها (انگلیسی: Dragon Fantasy) یک بازی ویدئویی نقش‌آفرینی تک‌نفره برای سکوهای پلی‌استیشن ویتا، پلی‌استیشن ۳، آی‌اواس، اندروید، ویندوز و اواس ده می‌باشد که توسط موتکی کورپوریشن توسعه و نشر پیدا کرده است.